# Uefa Champions League 2015/2016
Uefa Champions League 2015/2016 är den 61:a säsongen av Uefa Champions League, Europas största fotbollsturnering, och den 24:e säsongen sedan den bytte namn från "Europacupen".

## Förbund, fördelning av platser
Totalt kommer 78 lag från 53 av de 54 Uefa-medlemsförbunden delta i Uefa Champions League 2015/2016 (med undantag för Liechtenstein, som inte organiserar en inhemsk liga). Förbunden rangordnas utifrån Uefa-koefficienter för att bestämma antalet deltagande lag för varje organisation:
- Förbund 1–3 har vardera fyra lag som kvalificerar.
- Förbund 4–6 har vardera tre lag som kvalificerar.
- Förbund 7–15 har vardera två lag som kvalificerar.
- Förbund 16–54 (utom Liechtenstein) har vardera ett lag som kvalificerar.
- Vinnaren av Champions League 2014/2015 och Europa League 2014/2015 är kvalificerade för årets Champions League.

### Ranking av förbund
| Rank | Land          | Koeff. | Lag      |
| ---- | ------------- | ------ | -------- |
| 1    | Spanien       | 97,713 | 4+1 (EL) |
| 2    | England       | 84,748 | 4        |
| 3    | Tyskland      | 81,641 | 4        |
| 4    | Italien       | 66,938 | 3        |
| 5    | Portugal      | 62,299 | 3        |
| 6    | Frankrike     | 56,500 | 3        |
| 7    | Ryssland      | 46,998 | 2        |
| 8    | Nederländerna | 44,312 | 2        |
| 9    | Ukraina       | 40,966 | 2        |
| 10   | Belgien       | 36,300 | 2        |
| 11   | Turkiet       | 34,200 | 2        |
| 12   | Grekland      | 33,600 | 2        |
| 13   | Schweiz       | 33,225 | 2        |
| 14   | Österrike     | 30,925 | 2        |
| 15   | Tjeckien      | 29,350 | 2        |
| 16   | Rumänien      | 27,257 | 1        |
| 17   | Israel        | 26,875 | 1        |
| 18   | Cypern        | 23,250 | 1        |

| Rank | Land                    | Koeff. | Lag |
| ---- | ----------------------- | ------ | --- |
| 19   | Danmark                 | 21,300 | 1   |
| 20   | Kroatien                | 19,625 | 1   |
| 21   | Polen                   | 18,875 | 1   |
| 22   | Belarus                 | 18,625 | 1   |
| 23   | Skottland               | 16,566 | 1   |
| 24   | Sverige                 | 16,325 | 1   |
| 25   | Bulgarien               | 15,625 | 1   |
| 26   | Norge                   | 14,275 | 1   |
| 27   | Serbien                 | 14,125 | 1   |
| 28   | Ungern                  | 11,625 | 1   |
| 29   | Slovenien               | 11,000 | 1   |
| 30   | Slovakien               | 11,000 | 1   |
| 31   | Moldavien               | 10,375 | 1   |
| 32   | Azerbajdzjan            | 10,375 | 1   |
| 33   | Georgien                | 9,875  | 1   |
| 34   | Kazakstan               | 8,250  | 1   |
| 35   | Bosnien och Hercegovina | 7,500  | 1   |
| 36   | Finland                 | 7,175  | 1   |

| Rank | Land          | Koeff. | Lag |
| ---- | ------------- | ------ | --- |
| 37   | Island        | 6,750  | 1   |
| 38   | Lettland      | 6,250  | 1   |
| 39   | Montenegro    | 6,000  | 1   |
| 40   | Albanien      | 5,500  | 1   |
| 41   | Litauen       | 5,250  | 1   |
| 42   | Makedonien    | 5,250  | 1   |
| 43   | Irland        | 5,125  | 1   |
| 44   | Luxemburg     | 4,875  | 1   |
| 45   | Malta         | 4,833  | 1   |
| 46   | Liechtenstein | 4,500  | 0   |
| 47   | Nordirland    | 3,625  | 1   |
| 48   | Wales         | 3,000  | 1   |
| 49   | Armenien      | 2,875  | 1   |
| 50   | Estland       | 2,875  | 1   |
| 51   | Färöarna      | 2,125  | 1   |
| 52   | San Marino    | 0,999  | 1   |
| 53   | Andorra       | 0,833  | 1   |
| 54   | Gibraltar     | 0,000  | 1   |

### Upplägg
|                             |                             | Lag som kommer in i den här omgången | Lag som går vidare från förra omgången                                                         |
| --------------------------- | --------------------------- | --- | ---------------------------------------------------------------------------------------------- |
| Första kvalomgången (8 lag) | Första kvalomgången (8 lag) | - 8 mästare från förbund 47–54 |                                                                                                |
| Andra kvalomgången (34 lag) | Andra kvalomgången (34 lag) | - 30 mästare från förbund 16–46 (utom Liechstenstein) | - 4 vinnare från första kvalomgången                                                           |
| Tredje kvalomgången         | Mästare (20 lag)            | - 3 mästare från förbund 13–15 | - 17 vinnare från andra kvalomgången                                                           |
| Tredje kvalomgången         | Bäst placerade (10 lag)     | - 9 andraplacerade lag från förbund 7–15 - 1 tredjeplacerade lag från förbund 6                                                                            |                                                                                                |
| Playoff-omgången            | Mästare (10 lag)            | | - 10 vinnare från tredje kvalomgången (mästare)                                                |
| Playoff-omgången            | Bäst placerade (10 lag)     | - 2 tredjeplacerade lag från förbund 4–5 - 3 fjärdeplacerade lag från förbund 1–3                                                                          | - 5 vinnare från tredje kvalomgången (bäst placerade)                                          |
| Gruppspel (32 lag)          | Gruppspel (32 lag)          | - 12 mästare från förbund 1–12 - 6 andraplacerade lag från förbund 1–6 - 3 tredjeplacerade lag från förbund 1–3 - Regerande Europa League-mästaren (14/15) | - 5 vinnare från playoff-omgången (mästare) - 5 vinnare från playoff-omgången (bäst placerade) |
| Utslagning (16 lag)         | Utslagning (16 lag)         | | - 8 gruppvinnare från gruppspelet - 8 grupptvåor från gruppspelet                              |

### Lag
| Gruppspel               | Gruppspel                      | Gruppspel                     | Gruppspel               |
| ----------------------- | ------------------------------ | ----------------------------- | ----------------------- |
| Barcelona (1:a)         | Bayern München (1:a)           | Porto (2:a)                   | Gent (1:a)              |
| Real Madrid (2:a)       | Wolfsburg (2:a)                | Paris Saint-Germain (1:a)     | Galatasaray (1:a)       |
| Atlético Madrid (3:a)   | Borussia Mönchengladbach (3:a) | Lyon (2:a)                    | Olympiakos (1:a)        |
| Chelsea (1:a)           | Juventus (1:a)                 | Zenit St. Petersburg (1:a)    | Sevilla (EL)            |
| Manchester City (2:a)   | Roma (2:a)                     | PSV Eindhoven (1:a)           |                         |
| Arsenal (3:a)           | Benfica (1:a)                  | Dynamo Kiev (1:a)             |                         |
| Playoff omgång          |                                |                               |                         |
| Mästare                 | Bäst placerade                 | Bäst placerade                | Bäst placerade          |
|                         | Valencia (4:a)                 | Bayer Leverkusen (4:a)        | Sporting Lissabon (3:a) |
| Manchester United (4:a) | Lazio (3:a)                    |                               |                         |
| Tredje kvalomgången     |                                |                               |                         |
| Mästare                 | Bäst placerade                 | Bäst placerade                | Bäst placerade          |
| Basel (1:a)             | AS Monaco (3:a)                | Club Brugge (2:a)             | Rapid Wien (2:a)        |
| Red Bull Salzburg (1:a) | CSKA Moskva (2:a)              | Fenerbahçe (2:a)              | Sparta Prag (2:a)       |
| Viktoria Plzeň (1:a)    | Ajax (2:a)                     | Panathinaikos (2:a)           |                         |
|                         | Sjachtar Donetsk (2:a)         | Young Boys (2:a)              |                         |
| Andra kvalomgången      |                                |                               |                         |
| Steaua București (1:a)  | Malmö FF (1:a)                 | Qarabağ (1:a)                 | Skënderbeu Korçë (1:a)  |
| Maccabi Tel Aviv (1:a)  | Ludogorets Razgrad (1:a)       | Dila Gori (1:a)               | Žalgiris Vilnius (1:a)  |
| APOEL (1:a)             | Molde FK (1:a)                 | Astana (1:a)                  | Vardar (1:a)            |
| FC Midtjylland (1:a)    | Partizan Belgrad (1:a)         | Sarajevo (1:a)                | Dundalk (1:a)           |
| Dinamo Zagreb (1:a)     | Videoton (1:a)                 | HJK Helsingfors (1:a)         | Fola Esch (1:a)         |
| Lech Poznań (1:a)       | Maribor (1:a)                  | Stjarnan (1:a)                | Hibernians (1:a)        |
| BATE Borisov (1:a)      | Trenčín (1:a)                  | Ventspils (1:a)               |                         |
| Celtic (1:a)            | Milsami Orhei (1:a)            | Rudar Pljevlja (1:a)          |                         |
| Första kvalomgången     |                                |                               |                         |
| Crusaders (1:a)         | Pjunik (1:a)                   | B36 Torshamn (1:a)            | FC Santa Coloma (1:a)   |
| The New Saints (1:a)    | Levadia Tallinn (1:a)          | Folgore Falciano Calcio (1:a) | Lincoln Red Imps (1:a)  |

## Omgångar samt datum
| Fas           | Runda               | Dragningsdatum           | Matchdag 1                    | Matchdag 2                    |
| ------------- | ------------------- | ------------------------ | ----------------------------- | ----------------------------- |
| Kvalificering | Första kvalomgången | 22 juni 2015             | 30 juni–1 juli 2015           | 7–8 juli 2015                 |
| Kvalificering | Andra kvalomgången  | 22 juni 2015             | 14–15 juli 2015               | 21–22 juli 2015               |
| Kvalificering | Tredje kvalomgången | 17 juli 2015             | 28–29 juli 2015               | 4–5 augusti 2015              |
| Playoff       | Playoff-omgången    | 7 augusti 2015           | 18–19 augusti 2015            | 25–26 augusti 2015            |
| Gruppspel     | Matchdag 1          | 27 augusti 2015 (Monaco) | 15–16 september 2015          | 15–16 september 2015          |
| Gruppspel     | Matchdag 2          | 27 augusti 2015 (Monaco) | 29–30 september 2015          | 29–30 september 2015          |
| Gruppspel     | Matchdag 3          | 27 augusti 2015 (Monaco) | 20–21 oktober 2015            | 20–21 oktober 2015            |
| Gruppspel     | Matchdag 4          | 27 augusti 2015 (Monaco) | 3–4 november 2015             | 3–4 november 2015             |
| Gruppspel     | Matchdag 5          | 27 augusti 2015 (Monaco) | 24–25 november 2015           | 24–25 november 2015           |
| Gruppspel     | Matchdag 6          | 27 augusti 2015 (Monaco) | 8–9 december 2015             | 8–9 december 2015             |
| Utslagning    | Åttondelsfinal      | 14 december 2015         | 16–17 och 23–24 februari 2016 | 8–9 och 15–16 mars 2016       |
| Utslagning    | Kvartsfinal         | 18 mars 2016             | 5–6 april 2016                | 12–13 april 2016              |
| Utslagning    | Semifinal           | 16 april 2016            | 26–27 april 2016              | 3–4 maj 2016                  |
| Utslagning    | Final               | 16 april 2016            | San Siro, Milano, 28 maj 2016 | San Siro, Milano, 28 maj 2016 |

## Kvalomgångar

### Första kvalomgången
| Första kvalomgången – 8 deltagande klubblag | Första kvalomgången – 8 deltagande klubblag | Första kvalomgången – 8 deltagande klubblag | Första kvalomgången – 8 deltagande klubblag | Första kvalomgången – 8 deltagande klubblag |
| ------------------------------------------- | ------------------------------------------- | ------------------------------------------- | ------------------------------------------- | ------------------------------------------- |
| Lag 1                                       | Totalt                                      | Lag 2                                       | Möte 1                                      | Möte 2                                      |
| Lincoln Red Imps                            | 2–1                                         | FC Santa Coloma                             | 0–0                                         | 2–1                                         |
| Crusaders                                   | 00001–1 (BM)                                | Levadia Tallinn                             | 0–0                                         | 1–1                                         |
| Pjunik                                      | 4–2                                         | Folgore Falciano Calcio                     | 2–1                                         | 2–1                                         |
| B36                                         | 2–6                                         | The New Saints                              | 1–2                                         | 1–4                                         |

### Andra kvalomgången
| Andra kvalomgången – 34 deltagande klubblag | Andra kvalomgången – 34 deltagande klubblag | Andra kvalomgången – 34 deltagande klubblag | Andra kvalomgången – 34 deltagande klubblag | Andra kvalomgången – 34 deltagande klubblag |
| ------------------------------------------- | ------------------------------------------- | ------------------------------------------- | ------------------------------------------- | ------------------------------------------- |
| Lag 1                                       | Totalt                                      | Lag 2                                       | Möte 1                                      | Möte 2                                      |
| Hibernians                                  | 3–6                                         | Maccabi Tel Aviv                            | 2–1                                         | 1–5                                         |
| APOEL                                       | 00001–0 (BM)                                | Vardar                                      | 0–0                                         | 1–1                                         |
| Qarabağ                                     | 1–0                                         | Rudar Pljevlja                              | 0–0                                         | 1–0                                         |
| Sarajevo                                    | 0–3                                         | Lech Poznań                                 | 0–2                                         | 0–1                                         |
| Maribor                                     | 2–3                                         | Astana                                      | 1–0                                         | 1–3                                         |
| BATE Borisov                                | 2–1                                         | Dundalk                                     | 2–1                                         | 0–0                                         |
| Ventspils                                   | 1–4                                         | HJK Helsingfors                             | 1–3                                         | 0–1                                         |
| FC Midtjylland                              | 3–0                                         | Lincoln Red Imps                            | 1–0                                         | 2–0                                         |
| Molde FK                                    | 5–1                                         | Pjunik                                      | 5–0                                         | 0–1                                         |
| Malmö FF                                    | 1–0                                         | Žalgiris Vilnius                            | 0–0                                         | 1–0                                         |
| Celtic                                      | 6–1                                         | Stjarnan                                    | 2–0                                         | 4–1                                         |
| Trenčín                                     | 3–4                                         | Steaua București                            | 0–2                                         | 3–2                                         |
| Partizan Belgrad                            | 3–0                                         | Dila Gori                                   | 1–0                                         | 2–0                                         |
| Ludogorets Razgrad                          | 1–3                                         | Milsami Orhei                               | 0–1                                         | 1–2                                         |
| Dinamo Zagreb                               | 4–1                                         | Fola Esch                                   | 1–1                                         | 3–0                                         |
| Skënderbeu Korçë                            | 6–4                                         | Crusaders                                   | 4–1                                         | 2–3                                         |
| The New Saints                              | 1–2                                         | Videoton                                    | 0–1                                         | 1–1 (e.f.)                                  |

### Tredje kvalomgången
| Tredje kvalomgången – Mästare | Tredje kvalomgången – Mästare | Tredje kvalomgången – Mästare | Tredje kvalomgången – Mästare | Tredje kvalomgången – Mästare |
| ----------------------------- | ----------------------------- | ----------------------------- | ----------------------------- | ----------------------------- |
| Lag 1                         | Totalt                        | Lag 2                         | Möte 1                        | Möte 2                        |
| Lech Poznań                   | 1–4                           | Basel                         | 1–3                           | 0–1                           |
| Milsami Orhei                 | 0–4                           | Skënderbeu Korçë              | 0–2                           | 0–2                           |
| HJK Helsingfors               | 3–4                           | Astana                        | 0–0                           | 3–4                           |
| Celtic                        | 1–0                           | Qarabağ                       | 1–0                           | 0–0                           |
| Steaua București              | 3–5                           | Partizan Belgrad              | 1–1                           | 2–4                           |
| FC Midtjylland                | 00002–2 (BM)                  | APOEL                         | 1–2                           | 1–0                           |
| Maccabi Tel Aviv              | 3–2                           | Viktoria Plzeň                | 1–2                           | 2–0                           |
| Dinamo Zagreb                 | 00004–4 (BM)                  | Molde FK                      | 1–1                           | 3–3                           |
| Videoton                      | 1–2                           | BATE Borisov                  | 1–1                           | 0–1                           |
| Red Bull Salzburg             | 2–3                           | Malmö FF                      | 2–0                           | 0–3                           |

| Tredje kvalomgången – Bäst placerade | Tredje kvalomgången – Bäst placerade | Tredje kvalomgången – Bäst placerade | Tredje kvalomgången – Bäst placerade | Tredje kvalomgången – Bäst placerade |
| ------------------------------------ | ------------------------------------ | ------------------------------------ | ------------------------------------ | ------------------------------------ |
| Lag 1                                | Totalt                               | Lag 2                                | Möte 1                               | Möte 2                               |
| Panathinaikos                        | 2–4                                  | Club Brugge                          | 2–1                                  | 0–3                                  |
| Young Boys                           | 1–7                                  | AS Monaco                            | 1–3                                  | 0–4                                  |
| CSKA Moskva                          | 5–4                                  | Sparta Prag                          | 2–2                                  | 3–2                                  |
| Rapid Wien                           | 5–4                                  | Ajax                                 | 2–2                                  | 3–2                                  |
| Fenerbahçe                           | 0–3                                  | Sjachtar Donetsk                     | 0–0                                  | 0–3                                  |

## Play-off
| Playoff-omgången – Mästare | Playoff-omgången – Mästare | Playoff-omgången – Mästare | Playoff-omgången – Mästare | Playoff-omgången – Mästare |
| -------------------------- | -------------------------- | -------------------------- | -------------------------- | -------------------------- |
| Lag 1                      | Totalt                     | Lag 2                      | Möte 1                     | Möte 2                     |
| Astana                     | 2–1                        | APOEL                      | 1–0                        | 1–1                        |
| Skënderbeu Korçë           | 2–6                        | Dinamo Zagreb              | 1–2                        | 1–4                        |
| Celtic                     | 3–4                        | Malmö FF                   | 3–2                        | 0–2                        |
| Basel                      | 00003–3 (BM)               | Maccabi Tel Aviv           | 2–2                        | 1–1                        |
| BATE Borisiov              | 00002–2 (BM)               | Partizan Belgrad           | 1–0                        | 1–2                        |

| Playoff-omgången – Bäst placerade | Playoff-omgången – Bäst placerade | Playoff-omgången – Bäst placerade | Playoff-omgången – Bäst placerade | Playoff-omgången – Bäst placerade |
| --------------------------------- | --------------------------------- | --------------------------------- | --------------------------------- | --------------------------------- |
| Lag 1                             | Totalt                            | Lag 2                             | Möte 1                            | Möte 2                            |
| Lazio                             | 1–3                               | Bayer Leverkusen                  | 1–0                               | 0–3                               |
| Manchester United                 | 7–1                               | Club Brugge                       | 3–1                               | 4–0                               |
| Sporting Lissabon                 | 3–4                               | CSKA Moskva                       | 2–1                               | 1–3                               |
| Rapid Wien                        | 2–3                               | Sjachtar Donetsk                  | 0–1                               | 2–2                               |
| Valencia                          | 4–3                               | AS Monaco                         | 3–1                               | 1–2                               |

## Gruppspel

### Grupp A
| Nr | Lag                 | S | V | O | F | GM | IM | MS  | P  |
| -- | ------------------- | - | - | - | - | -- | -- | --- | -- |
| 1  | Real Madrid         | 6 | 5 | 1 | 0 | 19 | 3  | +16 | 16 |
| 2  | Paris Saint-Germain | 6 | 4 | 1 | 1 | 12 | 1  | +11 | 13 |
| 3  | Sjachtar Donetsk    | 6 | 1 | 0 | 5 | 7  | 14 | −7  | 3  |
| 4  | Malmö FF            | 6 | 1 | 0 | 5 | 1  | 21 | −20 | 3  |

| Hemma \ Borta       | Sverige | Frankrike | Spanien | Ukraina |
| Malmö FF            | —       | 0–5       | 0–2     | 1–0     |
| Paris Saint-Germain | 2–0     | —         | 0–0     | 2–0     |
| Real Madrid         | 8–0     | 1–0       | —       | 4–0     |
| Sjachtar Donetsk    | 4–0     | 0–3       | 3–4     | —       |

### Grupp B
| Nr | Lag               | S | V | O | F | GM | IM | MS | P  |
| -- | ----------------- | - | - | - | - | -- | -- | -- | -- |
| 1  | Wolfsburg         | 6 | 4 | 0 | 2 | 9  | 6  | +3 | 12 |
| 2  | PSV               | 6 | 3 | 1 | 2 | 8  | 7  | +1 | 10 |
| 3  | Manchester United | 6 | 2 | 2 | 2 | 7  | 7  | 0  | 8  |
| 4  | CSKA Moskva       | 6 | 1 | 1 | 4 | 5  | 9  | −4 | 4  |

| Hemma \ Borta     | Ryssland | England | Nederländerna | Tyskland |
| CSKA Moskva       | —        | 1–1     | 3–2           | 0–2      |
| Manchester United | 1–0      | —       | 0–0           | 2–1      |
| PSV               | 2–1      | 2–1     | —             | 2–0      |
| Wolfsburg         | 1–0      | 3–2     | 2–0           | —        |

### Grupp C
| Nr | Lag             | S | V | O | F | GM | IM | MS | P  |
| -- | --------------- | - | - | - | - | -- | -- | -- | -- |
| 1  | Atlético Madrid | 6 | 4 | 1 | 1 | 11 | 3  | +8 | 13 |
| 2  | Benfica         | 6 | 3 | 1 | 2 | 10 | 8  | +2 | 10 |
| 3  | Galatasaray     | 6 | 1 | 2 | 3 | 6  | 10 | −4 | 5  |
| 4  | Astana          | 6 | 0 | 4 | 2 | 5  | 11 | −6 | 4  |

| Hemma \ Borta   | Kazakstan | Spanien | Portugal | Turkiet |
| Astana          | —         | 0–0     | 2–2      | 2–2     |
| Atlético Madrid | 4–0       | —       | 1–2      | 2–0     |
| Benfica         | 2–0       | 1–2     | —        | 2–1     |
| Galatasaray     | 1–1       | 0–2     | 2–1      | —       |

### Grupp D
| Nr | Lag                      | S | V | O | F | GM | IM | MS | P  |
| -- | ------------------------ | - | - | - | - | -- | -- | -- | -- |
| 1  | Manchester City          | 6 | 4 | 0 | 2 | 12 | 8  | +4 | 12 |
| 2  | Juventus                 | 6 | 3 | 2 | 1 | 6  | 3  | +3 | 11 |
| 3  | Sevilla                  | 6 | 2 | 0 | 4 | 8  | 11 | −3 | 6  |
| 4  | Borussia Mönchengladbach | 6 | 1 | 2 | 3 | 8  | 12 | −4 | 5  |

| Hemma \ Borta            | Tyskland | Italien | England | Spanien |
| Borussia Mönchengladbach | —        | 1–1     | 1–2     | 4–2     |
| Juventus                 | 0–0      | —       | 1–0     | 2–0     |
| Manchester City          | 4–2      | 1–2     | —       | 2–1     |
| Sevilla                  | 3–0      | 1–0     | 1–3     | —       |

### Grupp E
| Nr | Lag              | S | V | O | F | GM | IM | MS  | P  |
| -- | ---------------- | - | - | - | - | -- | -- | --- | -- |
| 1  | Barcelona        | 6 | 4 | 2 | 0 | 15 | 4  | +11 | 14 |
| 2  | Roma             | 6 | 1 | 3 | 2 | 11 | 16 | −5  | 6  |
| 3  | Bayer Leverkusen | 6 | 1 | 3 | 2 | 13 | 12 | +1  | 6  |
| 4  | Bate Borisov     | 6 | 1 | 2 | 3 | 5  | 12 | −7  | 5  |

| Hemma \ Borta    | Spanien | Belarus | Tyskland | Italien |
| Barcelona        | —       | 3–0     | 2–1      | 6–1     |
| Bate Borisov     | 0–2     | —       | 1–1      | 3–2     |
| Bayer Leverkusen | 1–1     | 4–1     | —        | 4–4     |
| Roma             | 1–1     | 0–0     | 3–2      | —       |

### Grupp F
| Nr | Lag            | S | V | O | F | GM | IM | MS  | P  |
| -- | -------------- | - | - | - | - | -- | -- | --- | -- |
| 1  | Bayern München | 6 | 5 | 0 | 1 | 19 | 3  | +16 | 15 |
| 2  | Arsenal        | 6 | 3 | 0 | 3 | 12 | 10 | +2  | 9  |
| 3  | Olympiakos     | 6 | 3 | 0 | 3 | 6  | 13 | −7  | 9  |
| 4  | Dinamo Zagreb  | 6 | 1 | 0 | 5 | 3  | 14 | −11 | 3  |

| Hemma \ Borta  | England | Tyskland | Kroatien | Grekland |
| Arsenal        | —       | 2–0      | 3–0      | 2–3      |
| Bayern München | 5–1     | —        | 5–0      | 4–0      |
| Dinamo Zagreb  | 2–1     | 0–2      | —        | 0–1      |
| Olympiakos     | 0–3     | 0–3      | 2–1      | —        |

### Grupp G
| Nr | Lag              | S | V | O | F | GM | IM | MS  | P  |
| -- | ---------------- | - | - | - | - | -- | -- | --- | -- |
| 1  | Chelsea          | 6 | 4 | 1 | 1 | 13 | 3  | +10 | 13 |
| 2  | Dynamo Kiev      | 6 | 3 | 2 | 1 | 8  | 4  | +4  | 11 |
| 3  | Porto            | 6 | 3 | 1 | 2 | 9  | 8  | +1  | 10 |
| 4  | Maccabi Tel Aviv | 6 | 0 | 0 | 6 | 1  | 16 | −15 | 0  |

| Hemma \ Borta    | England | Ukraina | Israel | Portugal |
| Chelsea          | —       | 2–1     | 4–0    | 2–0      |
| Dynamo Kiev      | 0–0     | —       | 1–0    | 2–2      |
| Maccabi Tel Aviv | 0–4     | 0–2     | —      | 1–3      |
| Porto            | 2–1     | 0–2     | 2–0    | —        |

### Grupp H
| Nr | Lag                    | S | V | O | F | GM | IM | MS | P  |
| -- | ---------------------- | - | - | - | - | -- | -- | -- | -- |
| 1  | Zenit Sankt Petersburg | 6 | 5 | 0 | 1 | 13 | 6  | +7 | 15 |
| 2  | Gent                   | 6 | 3 | 1 | 2 | 8  | 7  | +1 | 10 |
| 3  | Valencia               | 6 | 2 | 0 | 4 | 5  | 9  | −4 | 6  |
| 4  | Lyon                   | 6 | 1 | 1 | 4 | 5  | 9  | −4 | 4  |

| Hemma \ Borta          | Belgien | Frankrike | Spanien | Ryssland |
| Gent                   | —       | 1–1       | 1–0     | 2–1      |
| Lyon                   | 1–2     | —         | 0–1     | 0–2      |
| Valencia               | 2–1     | 0–2       | —       | 2–3      |
| Zenit Sankt Petersburg | 2–1     | 3–1       | 2–0     | —        |

## Slutspel

### Slutspelsträd
| 0 | Åttondelsfinaler         | Åttondelsfinaler  | Åttondelsfinaler | Åttondelsfinaler |   |                       | Kvartsfinaler | Kvartsfinaler | Kvartsfinaler | Kvartsfinaler |  |                        | Semifinaler | Semifinaler | Semifinaler | Semifinaler |                      |       | Final ( ) | Final ( ) |
| 0 |                          |                   |                  |                  |   |                       |               |               |               |               |  |                        |             |             |             |             |                      |       |           |           |
|   | 0 Paris Saint-Germain    | 2                 | 2                | 4                |   |                       |               |               |               |               |  |                        |             |             |             |             |                      |       |           |           |
|   | 0 Chelsea                | 1                 | 1                | 2                |   |                       |               |               |               |               |  |                        |             |             |             |             |                      |       |           |           |
|   | 0 Chelsea                | 1                 | 1                | 2                |   | 0 Paris Saint-Germain | 2             | 0             | 2             |               |  |                        |             |             |             |             |                      |       |           |           |
|   |                          |                   |                  |                  |   | 0 Paris Saint-Germain | 2             | 0             | 2             |               |  |                        |             |             |             |             |                      |       |           |           |
|   |                          | 0 Manchester City | 2                | 1                | 3 |                       |               |               |               |               |  |                        |             |             |             |             |                      |       |           |           |
|   | 0 Dynamo Kiev            | 0 Manchester City | 2                | 1                | 3 | 1                     | 0             | 1             |               |               |  |                        |             |             |             |             |                      |       |           |           |
|   | 0 Dynamo Kiev            |                   |                  |                  |   | 1                     | 0             | 1             |               |               |  |                        |             |             |             |             |                      |       |           |           |
|   | 0 Manchester City        | 3                 | 0                | 3                |   |                       |               |               |               |               |  |                        |             |             |             |             |                      |       |           |           |
|   | 0 Manchester City        | 3                 | 0                | 3                |   |                       |               |               |               |               |  | 0 Manchester City      | 0           | 0           | 0           |             |                      |       |           |           |
|   |                          |                   |                  |                  |   |                       |               |               |               |               |  | 0 Manchester City      | 0           | 0           | 0           |             |                      |       |           |           |
|   |                          | 0 Real Madrid     | 0                | 1                | 1 |                       |               |               |               |               |  |                        |             |             |             |             |                      |       |           |           |
|   | 0 Gent                   | 0 Real Madrid     | 0                | 1                | 1 | 2                     | 0             | 2             |               |               |  |                        |             |             |             |             |                      |       |           |           |
|   | 0 Gent                   |                   |                  |                  |   | 2                     | 0             | 2             |               |               |  |                        |             |             |             |             |                      |       |           |           |
|   | 0 Wolfsburg              | 3                 | 1                | 4                |   |                       |               |               |               |               |  |                        |             |             |             |             |                      |       |           |           |
|   | 0 Wolfsburg              | 3                 | 1                | 4                |   | 0 Wolfsburg           | 2             | 0             | 2             |               |  |                        |             |             |             |             |                      |       |           |           |
|   |                          |                   |                  |                  |   | 0 Wolfsburg           | 2             | 0             | 2             |               |  |                        |             |             |             |             |                      |       |           |           |
|   |                          | 0 Real Madrid     | 0                | 3                | 3 |                       |               |               |               |               |  |                        |             |             |             |             |                      |       |           |           |
|   | 0 Roma                   | 0 Real Madrid     | 0                | 3                | 3 | 0                     | 0             | 0             |               |               |  |                        |             |             |             |             |                      |       |           |           |
|   | 0 Roma                   |                   |                  |                  |   | 0                     | 0             | 0             |               |               |  |                        |             |             |             |             |                      |       |           |           |
|   | 0 Real Madrid            | 2                 | 2                | 4                |   |                       |               |               |               |               |  |                        |             |             |             |             |                      |       |           |           |
|   | 0 Real Madrid            | 2                 | 2                | 4                |   |                       |               |               |               |               |  |                        |             |             |             |             | 0 Real Madrid (str.) | 1 (5) |           |           |
|   |                          |                   |                  |                  |   |                       |               |               |               |               |  |                        |             |             |             |             |                      | 1 (5) |           |           |
|   |                          | 0 Atlético Madrid | 1 (3)            |                  |   |                       |               |               |               |               |  |                        |             |             |             |             |                      |       |           |           |
|   | 0 Arsenal                | 0 Atlético Madrid | 1 (3)            | 0                | 1 | 1                     |               |               |               |               |  |                        |             |             |             |             |                      |       |           |           |
|   | 0 Arsenal                |                   |                  | 0                | 1 | 1                     |               |               |               |               |  |                        |             |             |             |             |                      |       |           |           |
|   | 0 Barcelona              | 2                 | 3                | 5                |   |                       |               |               |               |               |  |                        |             |             |             |             |                      |       |           |           |
|   | 0 Barcelona              | 2                 | 3                | 5                |   | 0 Barcelona           | 2             | 0             | 2             |               |  |                        |             |             |             |             |                      |       |           |           |
|   |                          |                   |                  |                  |   | 0 Barcelona           | 2             | 0             | 2             |               |  |                        |             |             |             |             |                      |       |           |           |
|   |                          | 0 Atlético Madrid | 1                | 2                | 3 |                       |               |               |               |               |  |                        |             |             |             |             |                      |       |           |           |
|   | 0 PSV Eindhoven          | 0 Atlético Madrid | 1                | 2                | 3 | 0                     | 0             | 0 (7)         |               |               |  |                        |             |             |             |             |                      |       |           |           |
|   | 0 PSV Eindhoven          |                   |                  |                  |   | 0                     | 0             | 0 (7)         |               |               |  |                        |             |             |             |             |                      |       |           |           |
|   | 0 Atlético Madrid (str.) | 0                 | 0                | 0 (8)            |   |                       |               |               |               |               |  |                        |             |             |             |             |                      |       |           |           |
|   | 0 Atlético Madrid (str.) | 0                 | 0                | 0 (8)            |   |                       |               |               |               |               |  | 0 Atlético Madrid (BM) | 1           | 1           | 2           |             |                      |       |           |           |
|   |                          |                   |                  |                  |   |                       |               |               |               |               |  | 0 Atlético Madrid (BM) | 1           | 1           | 2           |             |                      |       |           |           |
|   |                          | 0 Bayern München  | 0                | 2                | 2 |                       |               |               |               |               |  |                        |             |             |             |             |                      |       |           |           |
|   | 0 Juventus               | 0 Bayern München  | 0                | 2                | 2 | 2                     | 2             | 4             |               |               |  |                        |             |             |             |             |                      |       |           |           |
|   | 0 Juventus               |                   |                  |                  |   | 2                     | 2             | 4             |               |               |  |                        |             |             |             |             |                      |       |           |           |
|   | 0 Bayern München         | 2                 | 4                | 6                |   |                       |               |               |               |               |  |                        |             |             |             |             |                      |       |           |           |
|   | 0 Bayern München         | 2                 | 4                | 6                |   | 0 Bayern München      | 1             | 2             | 3             |               |  |                        |             |             |             |             |                      |       |           |           |
|   |                          |                   |                  |                  |   | 0 Bayern München      | 1             | 2             | 3             |               |  |                        |             |             |             |             |                      |       |           |           |
|   |                          | 0 Benfica         | 0                | 2                | 2 |                       |               |               |               |               |  |                        |             |             |             |             |                      |       |           |           |
|   | 0 Benfica                | 0 Benfica         | 0                | 2                | 2 | 1                     | 2             | 3             |               |               |  |                        |             |             |             |             |                      |       |           |           |
|   | 0 Benfica                |                   |                  |                  |   | 1                     | 2             | 3             |               |               |  |                        |             |             |             |             |                      |       |           |           |
|   | 0 Zenit Sankt Petersburg | 0                 | 1                | 1                |   |                       |               |               |               |               |  |                        |             |             |             |             |                      |       |           |           |

### Åttondelsfinal
| Åttondelsfinaler – 16 deltagande klubblag | Åttondelsfinaler – 16 deltagande klubblag | Åttondelsfinaler – 16 deltagande klubblag | Åttondelsfinaler – 16 deltagande klubblag | Åttondelsfinaler – 16 deltagande klubblag |
| ----------------------------------------- | ----------------------------------------- | ----------------------------------------- | ----------------------------------------- | ----------------------------------------- |
| Lag 1                                     | Totalt                                    | Lag 2                                     | Möte 1                                    | Möte 2                                    |
| Paris Saint-Germain                       | 4–2                                       | Chelsea                                   | 2–1                                       | 2–1                                       |
| Benfica                                   | 3–1                                       | Zenit Sankt Petersburg                    | 1–0                                       | 2–1                                       |
| Gent                                      | 2–4                                       | Wolfsburg                                 | 2–3                                       | 0–1                                       |
| Roma                                      | 0–4                                       | Real Madrid                               | 0–2                                       | 0–2                                       |
| Arsenal                                   | 1–5                                       | Barcelona                                 | 0–2                                       | 1–3                                       |
| Juventus                                  | 4–6                                       | Bayern München                            | 2–2                                       | 2–4 (e.f.)                                |
| PSV Eindhoven                             | 0–0 (7–8 str.)                            | Atlético Madrid                           | 0–0                                       | 0–0                                       |
| Dynamo Kiev                               | 1–3                                       | Manchester City                           | 1–3                                       | 0–0                                       |

### Kvartsfinal
| Kvartsfinaler – 8 deltagande klubblag | Kvartsfinaler – 8 deltagande klubblag | Kvartsfinaler – 8 deltagande klubblag | Kvartsfinaler – 8 deltagande klubblag | Kvartsfinaler – 8 deltagande klubblag |
| ------------------------------------- | ------------------------------------- | ------------------------------------- | ------------------------------------- | ------------------------------------- |
| Lag 1                                 | Totalt                                | Lag 2                                 | Möte 1                                | Möte 2                                |
| Wolfsburg                             | 2–3                                   | Real Madrid                           | 2–0                                   | 0–3                                   |
| Bayern München                        | 3–2                                   | Benfica                               | 1–0                                   | 2–2                                   |
| Barcelona                             | 2–3                                   | Atlético Madrid                       | 2–1                                   | 0–2                                   |
| Paris Saint-Germain                   | 2–3                                   | Manchester City                       | 2–2                                   | 0–1                                   |

### Semifinal
| Semifinaler – 4 deltagande klubblag | Semifinaler – 4 deltagande klubblag | Semifinaler – 4 deltagande klubblag | Semifinaler – 4 deltagande klubblag | Semifinaler – 4 deltagande klubblag |
| ----------------------------------- | ----------------------------------- | ----------------------------------- | ----------------------------------- | ----------------------------------- |
| Lag 1                               | Totalt                              | Lag 2                               | Möte 1                              | Möte 2                              |
| Manchester City                     | 0–1                                 | Real Madrid                         | 0–0                                 | 0–1                                 |
| Atlético Madrid                     | 00002–2 (BM)                        | Bayern München                      | 1–0                                 | 1–2                                 |

### Final
|             | Lördag 28 maj 2016 | Real Madrid                                                      | 1 – 1 (e.fl.)              | Atlético Madrid                      | San Siro | |
| 20:45 UTC+2 | 20:45 UTC+2        | Sergio Ramos 15′                                                 | (1 – 0)                    | Yannick Carrasco 79′                 | Milano, Italien Publik: 71 942<refname="fulltid-pdf">{{Webbref\|url=http://www.uefa.com/newsfiles/ucl/2 016/2 015 789_fr.pdf\|titel=FullTimeReportFinal–RealMadridvAtléticoMadrid\|hämtdatum=28maj2 016\|datum=28maj2 016\|format=PDF\|utgivare=UEFA.org\|språk=en\|arkivurl=\|arkivdatum=}}</ref> Domare: Mark Clattenburg (England) | Milano, Italien Publik: 71 942<refname="fulltid-pdf">{{Webbref\|url=http://www.uefa.com/newsfiles/ucl/2 016/2 015 789_fr.pdf\|titel=FullTimeReportFinal–RealMadridvAtléticoMadrid\|hämtdatum=28maj2 016\|datum=28maj2 016\|format=PDF\|utgivare=UEFA.org\|språk=en\|arkivurl=\|arkivdatum=}}</ref> Domare: Mark Clattenburg (England) |
| 20:45 UTC+2 | 20:45 UTC+2        |                                                                  |                            |                                      | Milano, Italien Publik: 71 942<refname="fulltid-pdf">{{Webbref\|url=http://www.uefa.com/newsfiles/ucl/2 016/2 015 789_fr.pdf\|titel=FullTimeReportFinal–RealMadridvAtléticoMadrid\|hämtdatum=28maj2 016\|datum=28maj2 016\|format=PDF\|utgivare=UEFA.org\|språk=en\|arkivurl=\|arkivdatum=}}</ref> Domare: Mark Clattenburg (England) | Milano, Italien Publik: 71 942<refname="fulltid-pdf">{{Webbref\|url=http://www.uefa.com/newsfiles/ucl/2 016/2 015 789_fr.pdf\|titel=FullTimeReportFinal–RealMadridvAtléticoMadrid\|hämtdatum=28maj2 016\|datum=28maj2 016\|format=PDF\|utgivare=UEFA.org\|språk=en\|arkivurl=\|arkivdatum=}}</ref> Domare: Mark Clattenburg (England) |
| 20:45 UTC+2 | 20:45 UTC+2        | Lucas Vázquez Marcelo Gareth Bale Sergio Ramos Cristiano Ronaldo | Straffsparksläggning 5 – 3 | Antoine Griezmann Gabi Saúl Juanfran | Milano, Italien Publik: 71 942<refname="fulltid-pdf">{{Webbref\|url=http://www.uefa.com/newsfiles/ucl/2 016/2 015 789_fr.pdf\|titel=FullTimeReportFinal–RealMadridvAtléticoMadrid\|hämtdatum=28maj2 016\|datum=28maj2 016\|format=PDF\|utgivare=UEFA.org\|språk=en\|arkivurl=\|arkivdatum=}}</ref> Domare: Mark Clattenburg (England) | Milano, Italien Publik: 71 942<refname="fulltid-pdf">{{Webbref\|url=http://www.uefa.com/newsfiles/ucl/2 016/2 015 789_fr.pdf\|titel=FullTimeReportFinal–RealMadridvAtléticoMadrid\|hämtdatum=28maj2 016\|datum=28maj2 016\|format=PDF\|utgivare=UEFA.org\|språk=en\|arkivurl=\|arkivdatum=}}</ref> Domare: Mark Clattenburg (England) |

| Vinnare av Uefa Champions League 2015/2016 |
| ------------------------------------------ |
| Real Madrid Elfte titeln                   |